# Bargyte
Bargyte, Bargyle, Bargylus, Bargyllis, Bargylios ou Bargylos serait, selon une légende rattachée à la mythologie grecque, un compagnon de Bellérophon qui l'assistait lors de son combat contre la Chimère, alors que le héros chevauchait  Pégase. Lors de ce combat contre la Chimère, Bargyte aurait tenté de s'approprier le cheval ailé Pégase, qui se serait défendu et l'aurait accidentellement blessé d'une ruade dans le ventre, si gravement qu'il en serait mort,,. En son honneur comme pour immortaliser sa mémoire, Bellérophon aurait fondé la ville de Bargyle ou Bargyla (Bargylia), en Carie. Pégase est d'ailleurs représenté sur les pièces de monnaie de cette ville.
Il semblerait que cette légende ait été connue dans la région de Carie. Une autre version, dépourvue d'aspects fantastiques, fait de Pégase un fidèle lieutenant (bien humain) de Bellérophon, qui aurait tué Bargylos d'un coup de pied dans le ventre.